# جوريس جارسكي
جوريس جارسكي هو ممثل كندي، ولد في 3 ديسمبر 1974 بتورونتو في كندا.

## أعمال

### أفلام
- (2008) العمى[4][5]
- (2008) سو 5
- (2008) هولك الخارق[6][7][8][9]
- (2009) سرفايفل أوف ذا ديد[10]

## وصلات خارجية
- جوريس جارسكي على موقع IMDb (الإنجليزية)
- جوريس جارسكي على موقع ألو سيني (الفرنسية)
- جوريس جارسكي على موقع أول موفي (الإنجليزية)
- جوريس جارسكي على موقع قاعدة بيانات الأفلام السويدية (السويدية)
- جوريس جارسكي على موقع قاعدة بيانات الفيلم (الإنجليزية)
- جوريس جارسكي على موقع كينوبويسك (الروسية)